# Altannik złotokryzy
Altannik złotokryzy (Sericulus aureus) – gatunek średniej wielkości ptaka z rodziny altanników (Ptilonorhynchidae). Występuje w północno-zachodniej i północnej części Nowej Gwinei. Nie jest zagrożony wyginięciem.

## Taksonomia
Gatunek zgodnie z zasadami nazewnictwa binominalnego opisał Karol Linneusz w 10. edycji dzieła Systema Naturae w roku 1758. Umieścił go w rodzaju Coracias, w rodzinie krasek (Coraciidae), nadając mu nazwę Coracias aurea. Jako miejsce typowe autor błędnie wskazał Azję. George Shaw w dziele General Zoology zaklasyfikował altannika złotokryzego jako gatunek cudowronki, nie nadając mu jednak nazwy naukowej; niektórzy autorzy przypisywali go do rodzaju Oriolus. Obecnie według IOC gatunek należy do rodzaju Sericulus, jednak William Swainson, opisując ten rodzaj w 1825 roku, wymienił jedynie altannika królewskiego (S. chrysocephalus). Mimo tego zaznaczył, że sądząc po poprzednich opisach altannik złotokryzy (wymieniony jako Paradisea aurea) jest blisko spokrewniony z rodzajem Sericulus. W rodzaju tym po raz pierwszy gatunek umieścił Charles-Lucien Bonaparte w roku 1850, w dziele Conspectus generum avium.
Według IOC jest to gatunek monotypowy. W roku 2008 z altannika złotokryzego wyodrębniony został altannik ognisty (S. ardens). W wydawanej od 1934 do 1987 roku liście Check-list of birds of the world traktowany był on jeszcze jako podgatunek.
Nazwa rodzajowa Sericulus pochodzi od greckiego słowa sērikos i oznacza „jedwabisty”. Nazwa gatunkowa aureus pochodzi od łacińskiego słowa aurum i oznacza „złoty”. Ludzie żyjący w górach Arfak nazywają ten gatunek komeida; inne lokalne nazwy to da doo, kimied oraz komicha.

## Morfologia
Długość ciała wynosi 24–25 cm, w tym dzioba 29–32 mm oraz sterówek 81–92 mm. Skrzydło mierzy 140–146 mm, a skok 40–43 mm. Samice zazwyczaj mają ogon większy o 5–7% niż samce, podobnie z długością dzioba. Szerokość dzioba samic wynosi 6,8–8,9 mm. Samce ważą przeciętnie 73 g, samice 84 g. Proporcja między długością sterówek i skrzydła wynosi 60%; jest to trzecia od końca pod względem wielkości proporcja ogon/skrzydło w rodzinie altanników.
W upierzeniu wyraźnie zaznaczony jest dymorfizm płciowy. Samiec ma czerwonopomarańczowy wierzch głowy i kark; czub ruchomy. Pozostała część głowy czarna, podobnie jak broda, gardło oraz przednia krawędź skrzydła. Nad okiem biała plamka. Sterówki i lotki I rzędu czarne. Pierś, brzuch oraz wierzch ciała żółte, pomarańczowawe. Nogi ciemnoszare, dziób czarny. Samicę cechuje mniej intensywne upierzenie. Ma brązową głowę, wierzch ciała, skrzydła oraz sterówki. Broda i gardło jasne. Spód ciała jasnożółty.

## Zasięg występowania
Całkowity zasięg tego gatunku wynosi około 35 700 km². Występuje w północno-zachodniej i północnej części Nowej Gwinei – Półwysep Vogelkop, Półwysep Wandammen, na Półwyspie Onin, wybrzeżach Zatoki Cenderawasih, w okolicach rzeki Taritatu oraz w pasmach górskich Gór Centralnych i północnej Nowej Gwinei na wschód aż do okolic rzeki Sepik.
Habitat
Środowisko życia stanowią wilgotne górskie lasy. Nie zasiedla terenów ponownie zalesionych.

## Zachowanie
Altannik złotokryzy spotykany jest w grupach złożonych z 2–3 osobników, zazwyczaj obserwowana jest para samca i samicy. Sprawia wrażenie żwawego. Płochliwy i nieufny. Pieśń przypomina zigolio nektarników, jednak jest donośniejsza. Ptak odzywa się głośno, kiedy alarmuje; zazwyczaj jednak jest cichy i niezwracający uwagi. Żywi się owocami, w szczególności figami.

## Lęgi
Może krzyżować się z altannikiem ognistym. Sezon lęgowy we wschodniej części zasięgu trwa od maja do lipca. Występuje poligynia. Altanka zbudowana starannie z patyczków, o średniej wysokości 19 cm, szerokości 16 cm i długości 23 cm. Droga prowadząca do altanki na długości ok. 17 cm udekorowana jest niebieskimi, fioletowymi i brązowymi owocami, białymi kwiatami, skorupami ślimaków oraz liśćmi. Zaloty obserwowano w okolicach miejscowości Kiunga. Samiec, po pozbieraniu drobnych patyczków, zaczynał tańczyć przed samicą, starając się wydawać mniejszym, a następnie nagle podrywał się do góry i odchylał skrzydła. Brak informacji na temat gniazda i jaj na wolności. W niewoli w zniesieniu składane jest jedno jajo. Inkubacja trwa 21–22 dni. Pisklęta przebywają w gnieździe 21–23 dni. Po 50–56 dniach od wyklucia są w stanie samodzielnie żerować.

## Status
Międzynarodowa Unia Ochrony Przyrody (IUCN) uznaje altannika złotokryzego za gatunek najmniejszej troski (LC – least concern). Liczebność populacji nie została oszacowana, ale ptak ten opisywany jest jako zazwyczaj rzadki. BirdLife International uznaje trend liczebności populacji za spadkowy ze względu na postępującą utratę i degradację siedlisk oraz polowania.

## Znaczenie w kulturze człowieka
W 2010 roku w Papui-Nowej Gwinei ukazała się seria znaczków przedstawiających altanniki, w tym altannika złotokryzego. Znaczek z tym gatunkiem ukazał się również w Indonezji.